# Menes
Menes a fost un faraon al Egiptului. Variantele egiptene ale numelui său sunt: Men, Meni, Menena și Menes. Formele grecizate sunt: Min (Herodot II. 99), Menes (Manethon, Fr. 6-7), Mnenes(Diodor, I. 94), Minaios(Flavius Josephus, A.I, VIII.6) etc.
În conformitate cu Lista Regală din Abydos primul faraon al Egiptului a fost Meni „Cel durabil“, „Cel stabil“. Situarea persoanei sale în fruntea listei suveranilor egipteni a fost confirmată și de alte surse printre care și de către Manethon.
În 1898, egiptologul german L. Borchardt l-a identificat pentru prima dată pe Menes cu Aha, ulterior alți specialiști preferându-l pe Narmer. În ambele cazuri s-a încercat, fără nici un temei, asocierea termenilor men sau meni cu numele-nebti ale celor doi faraoni menționați.
Interesant de remarcat este faptul că până la domniile lui Tutmes al III-lea și Hatshepsut n-a existat în tradiția egipteană nici o referință sigură la Menes.
Încă din anul 1966, egiptologul Ph. Derchain a atras atenția asupra faptului că meni nu reprezenta un nume, ci un cuvânt care provenea din textele rituale ale epocii Imperiului, când meni era folosit în locul noțiunii abstracte „regele N.N.“, adică „un rege oarecare“. Tendința de a crea un conducător ideal ar proveni din miturile de creație ulterioare. Pentru alți savanți Menes era un zeu (spre exemplu Min, pentru S. Morenz).
Britanicul A. B. Lloyd  a precizat faptul că unii faraoni au fost considerați legendari de către posteritatea egipteană, dar de fiecare dată aceștia reprezentau un personaj istoric real, chiar dacă nu se specifica exact faraonul în cauză(v. în general Thuthmes, Nektanebo etc.). Ca atare, pentru el, Menes este un personaj legendar, o creație a epocii Imperiului, fiind identic cu unificatorul și primul rege al Egiptului, care în stadiul actual al investigațiilor este socotit a fi Narmer.